# Campeonato Curdistanês de Futebol
O Campeonato Curdistanês de Futebol é o torneio interclubes na região autônoma do Curdistão, no Iraque. 
É organizado pela Associação de Futebol do Curdistão Iraquiano, sendo composto por três ligas principais: Excellence Division, Divisão 1 e Divisão 2, todas estabelecidas em 2006.

## Excellence Division
A Excellence Division (ex-Kurdistan Premier League) é a divisão principal do futebol, sendo uma liga profissional que reúne os principais times masculinos. Disputada inicialmente por 14 clubes, opera no sistema de promoção e rebaixamento. 
Os times jogam em turno e returno, com a temporada seguindo o calendário europeu, indo geralmente de outubro até maio do ano seguinte. A maioria dos jogos ocorrem nas tardes de sábado e domingo, e também à noite no meio de semana. Ao final do campeonato, os dois últimos times da tabela são rebaixados.

### História
A liga vem sendo disputada ininterruptamente desde a temporada 2003-04, vencida pelo Ararat Football Club. No entanto, somente no ano de 2006 ela foi oficializada, sendo reconhecido como primeiro campeão nacional o Dohuk Sports Club (edição 2006-07).
Em 2017, o início da temporada foi suspenso, devido ao conflito curdo-iraquiano, que impossibilitou a preparação de diversos clubes. Assim, a edição 2017-18 iniciou-se somente em fevereiro de 2018, com a participação de apenas 9 dos 14 times inscritos.
Em 2018-19, a equipe do Zeravani  SC conquistou seu 5º título em 7 anos. A edição de 2019-20 foi interrompida devido à pandemia de Covid-19 no Iraque e, posteriormente, cancelada.
O campeonato de 2020-21 iniciou-se em dezembro de 2020 e foi concluído em junho de de 2021, sendo vencido pelo Brayati Football Club, que conquistou o título pela primeira vez na história. O mesmo ocorreu em 2021-22, com o Sirwani Nwe Sports Club sendo campeão pela primeira vez.
Em 2021, a Premier League foi renomeada para Excellence Division. A temporada 2022-23 foi vencida pelo Hawler Peshmarga, tradicional equipe da capital Erbil.

### Campeões
Segue-se, abaixo, o histórico da Primeira Divisão.
| Edição | Ano     | Campeão           | Vice-campeão                      |
| ------ | ------- | ----------------- | --------------------------------- |
| 1ª     | 2006-07 | Dohuk SC          | Sem informação[carece de fontes?] |
| 2ª     | 2007-08 | Brusk FC          | Sulaymani Peshmerga               |
| 3ª     | 2008-09 | Brusk FC          | Sirwani Nwe                       |
| 4ª     | 2009-10 | Erbil SC (Hawler) | Sulaymani Peshmerga               |
| 5ª     | 2010-11 | Handren           | Erbil SC                          |
| 6ª     | 2011-12 | Erbil SC (Hawler) | Handren                           |
| 7ª     | 2012-13 | Zeravani SC       | Erbil SC                          |
| 8ª     | 2013-14 | Zeravani SC       | Erbil SC                          |
| 9ª     | 2014-15 | Zeravani SC       | Dohuk SC                          |
| 10ª    | 2015-16 | Erbil SC (Hawler) | Hawler Peshmerga                  |
| 11ª    | 2016-17 | Hawler Peshmarga  | Kirkuk FC                         |
| 12ª    | 2017-18 | Zeravani SC       | Brayati FC                        |
| 13ª    | 2018-19 | Zeravani SC       |                                   |
| 14ª    | 2019-20 | Cancelada         | Cancelada                         |
| 15ª    | 2020-21 | Brayati FC        | Sherwana FC                       |
| 16ª    | 2021-22 | Sirwani Nwe       | Handren                           |
| 17ª    | 2022-23 | Hawler Peshmarga  | Ararat SC                         |
| 18ª    | 2023-24 | Akre SC           | Hawler Peshmarga                  |
| 19ª    | 2024-25 | Sherwana FC       | Hawler Peshmarga                  |
| 20ª    | 2025-26 |                   |                                   |

### Titulos por Clube
Tabela parcial considerando as informações de 2006 a 2021.
| Clube               | Títulos                                         | Vices                         |
| ------------------- | ----------------------------------------------- | ----------------------------- |
| Zeravani SC         | 5 (2012-13, 2013-14, 2014-15, 2017-18, 2018-19) | 0                             |
| Erbil SC            | 3 (2009-10, 2011-12, 2015-16)                   | 3 (2010-11, 2012-13, 2013-14) |
| Hawler Peshmerga    | 2 (2016-17, 2022-23)                            | 3 (2015-16, 2023-24, 2024-25) |
| Brusk FC            | 2 (2007-08, 2008-09)                            | 0                             |
| Handren             | 1 (2010-11)                                     | 2 (2011-12, 2021-22)          |
| Sherwana FC         | 1 (2024-25)                                     | 1 (2020-21)                   |
| Sirwani Nwe         | 1 (2021-22)                                     | 1 (2008-09)                   |
| Brayati FC          | 1 (2020-21)                                     | 1 (2017-18)                   |
| Dohuk SC            | 1 (2006-07)                                     | 1 (2014-15)                   |
| Akre SC             | 1 (2023-24)                                     | 0                             |
| Sulaymani Peshmerga | 0                                               | 2 (2007-08, 2009-10)          |